# 栃木県道153号南小林栃木線

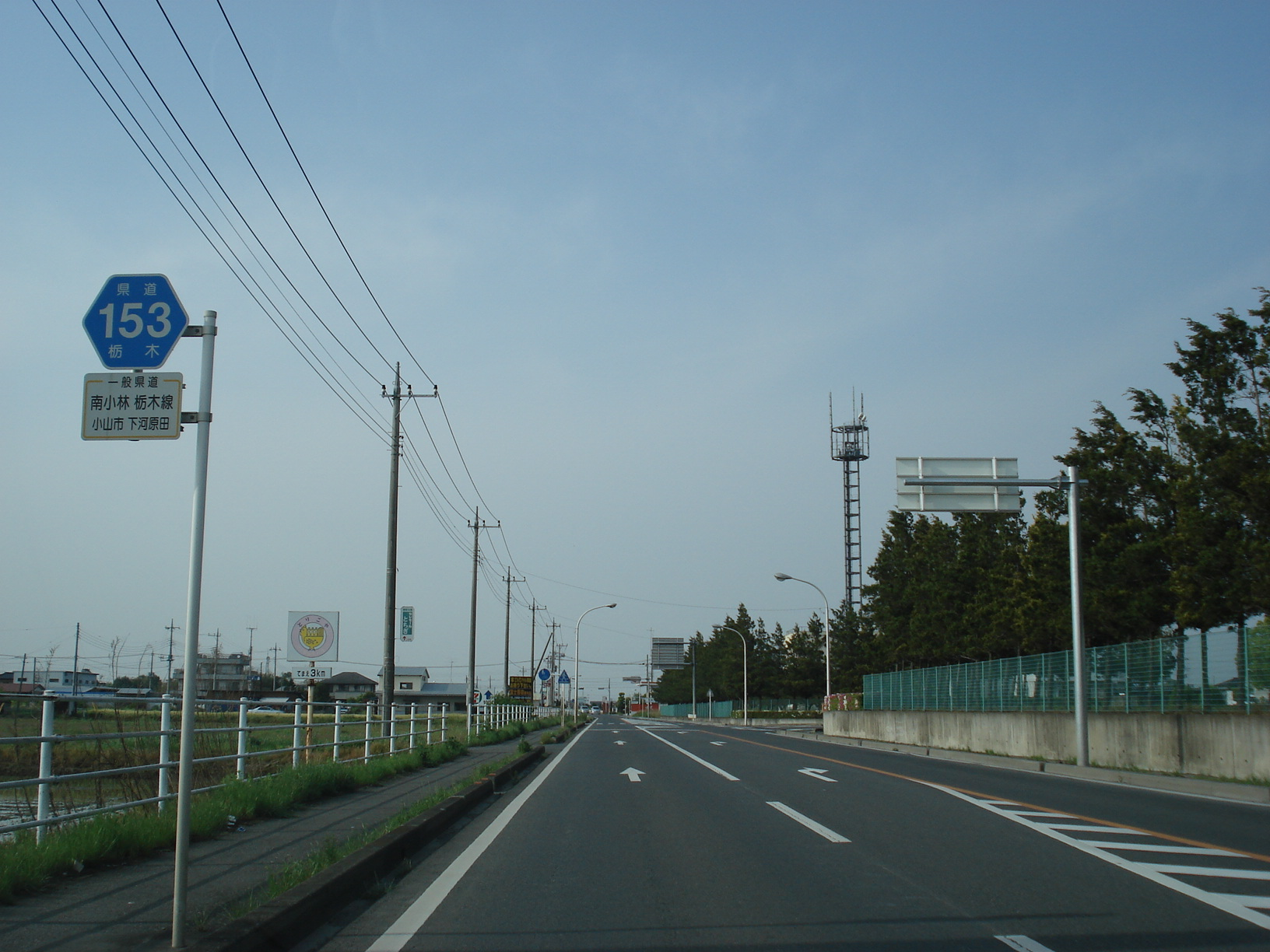
小山市下河原田（起点）付近

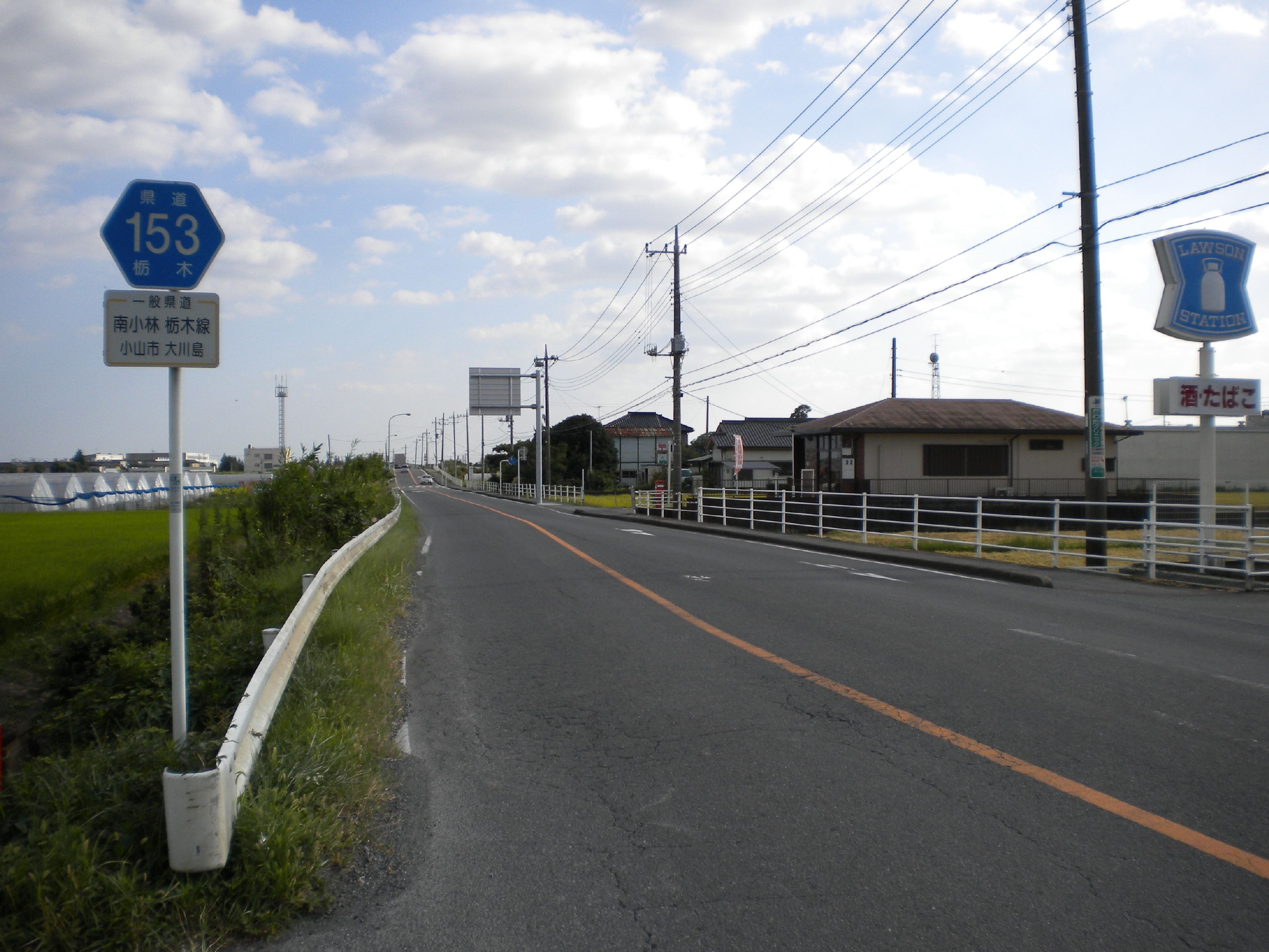
小山市大川島付近

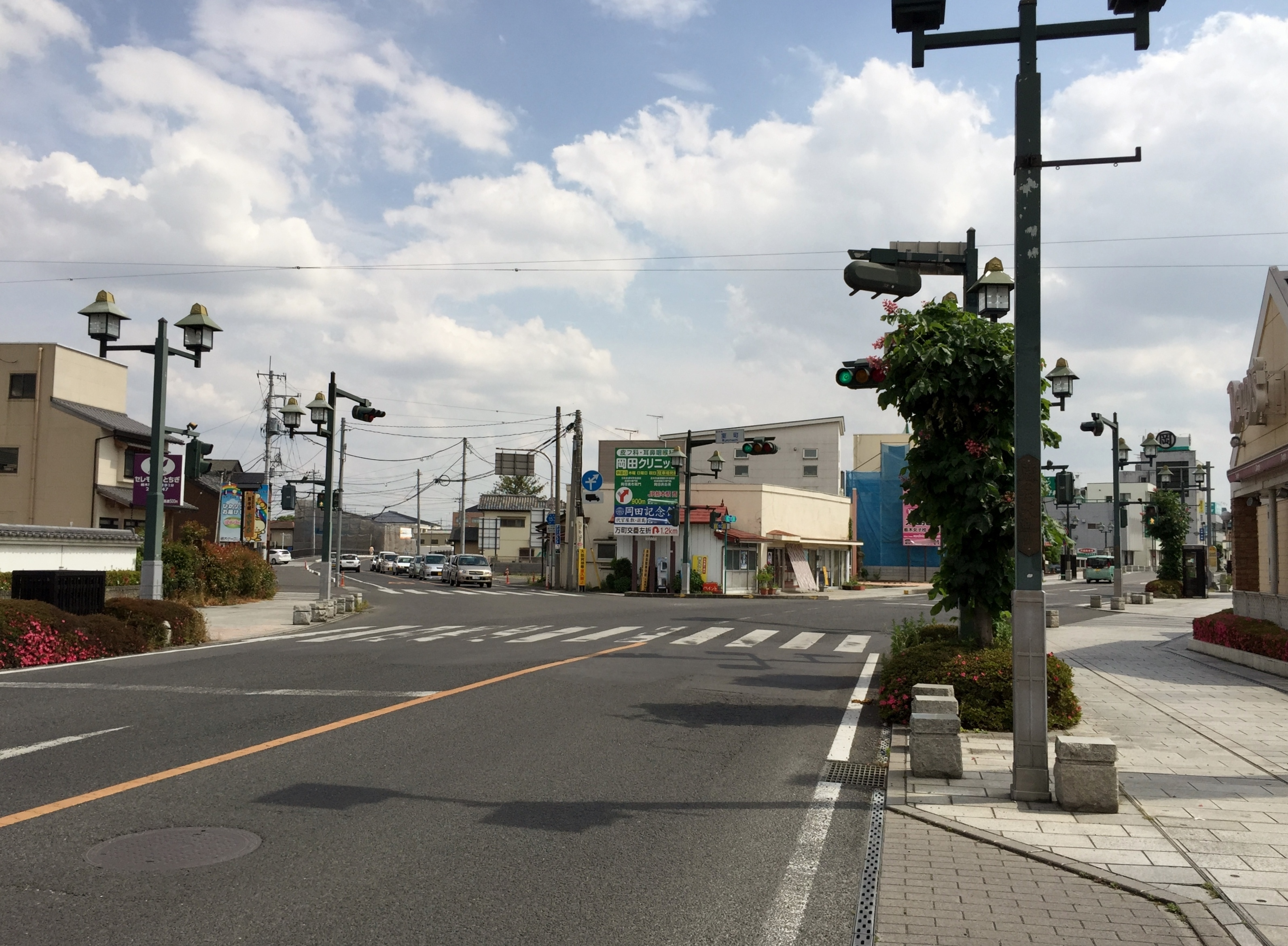
栃木市・室町交差点（終点、2015年5月）
※終点は五差路の交差点であり、↖方向が県道153号、↓↗方向が県道11号、←→方向が市道である

栃木県道153号南小林栃木線（とちぎけんどう153ごう みなみおばやしとちぎせん）は、栃木県小山市から栃木市に至る一般県道である。

## 概要
小山市・中（なか）地区と栃木市市街地を南北に結ぶ道路。起点で接続する栃木県道174号南小林松原線と合わせ、栃木市と下都賀郡野木町を最短で結ぶ道路として機能している。
路線名が小山市南小林起点のようになっているのは、現在の国道50号岩舟小山バイパスが開通した際に旧50号（栃木県道36号岩舟小山線）の接続していた南小林交差点から下河原田交差点に起点が変更されたものの、路線名は変更されないまま今日に至っているためである。

## 路線データ
- 総延長：7.491km
- 実延長：7.451km[1]
- 起点：栃木県小山市大字下河原田（下河原田交差点 = 国道50号、栃木県道174号南小林松原線交点）
- 終点：栃木県栃木市室町（室町交差点[2] = 栃木県道11号栃木藤岡線交点）
- 認定：1961年（昭和36年）4月1日

## 通過する自治体
- 栃木県
  - 小山市 - 栃木市

## 交差する道路
- 栃木県道36号岩舟小山線（小山市大字南小林・南小林交差点）
- 栃木県道311号小山大平線（栃木市大平町下高島・下高島交差点）
- 下都賀郡西部広域農道（栃木市大平町横堀・横堀交差点）
- 栃木県道31号栃木小山線（栃木市河合町・河合町中央交差点）

## 沿線施設
- 栃木県南公設地方卸売市場
- 小山市役所中出張所
- みずほ企業団地
- 栃木市立大平東小学校
- 栃木労働基準監督署
- 栃木駅（南口）